# Àrtemis de Licosura
L'Àrtemis de Licosura és la resta d'una escultura colossal de la dea Àrtemis, creada en el període hel·lenístic i descoberta a Licosura, actual Arcàdia, a Grècia.
El bust és un acròlit, compost de molts materials diferents, atribuït a l'escultor Damofont, actiu al Peloponés a la primeria del segle ii abans de la nostra era.
Àrtemis era adorada al costat de Demèter, el tità Ànit, i Despina (‘La Senyora’), el nom de la qual ens és desconegut. L'historiador Pausànias va documentar la vida de Damofont, la història del temple i els seus adeptes.
Descobert en l'excavació de l'estiu del 1889, el bust és al Museu Arqueològic Nacional d'Atenes amb la denominació NAMA 1735.

## Descobriment
Les excavacions del 1889 al Temple de Despina van descobrir l'estàtua amb fragments escultòrics de Demèter, Despina i Ànit, sota la direcció de M. Cavvadias. Les escultures principals del déu i les dees es van dipositar al Museu Arqueològic Nacional, mentre que les altres troballes són en un museu local de Licosura.(6)
La presència d'una cora de Persèfone, amb les entitats que l'acompanyen, indica un culte ctònic.

## Descripció
L'alçada del bust fa 48 cm, però basant-nos en els fragments dels altres déus i dees del Temple de Despina, les escultures devien fer 5,6 m d'altura i 8,4 m d'ample. Pausànias va assenyalar que Àrtemis estaria dempeus al costat de la de Despina i Demèter, els fragments de la qual també són al Museu Arqueològic Nacional.
Com a acròlit, Pausànias documentà les escultures de Damofont i altres peces dins del Peloponés que tenien de marbre els caps, mans i peus, però el cos de fusta.
Àrtemis es representaria abillada amb pell de cervatell i un buirac, una torxa en una mà i dues serps a l'altra. Està pentinada en cabellera i duu una corona. Hi ha forats a les orelles, que adornarien l'estàtua amb arracades. A més a més, tindria els ulls incrustats.

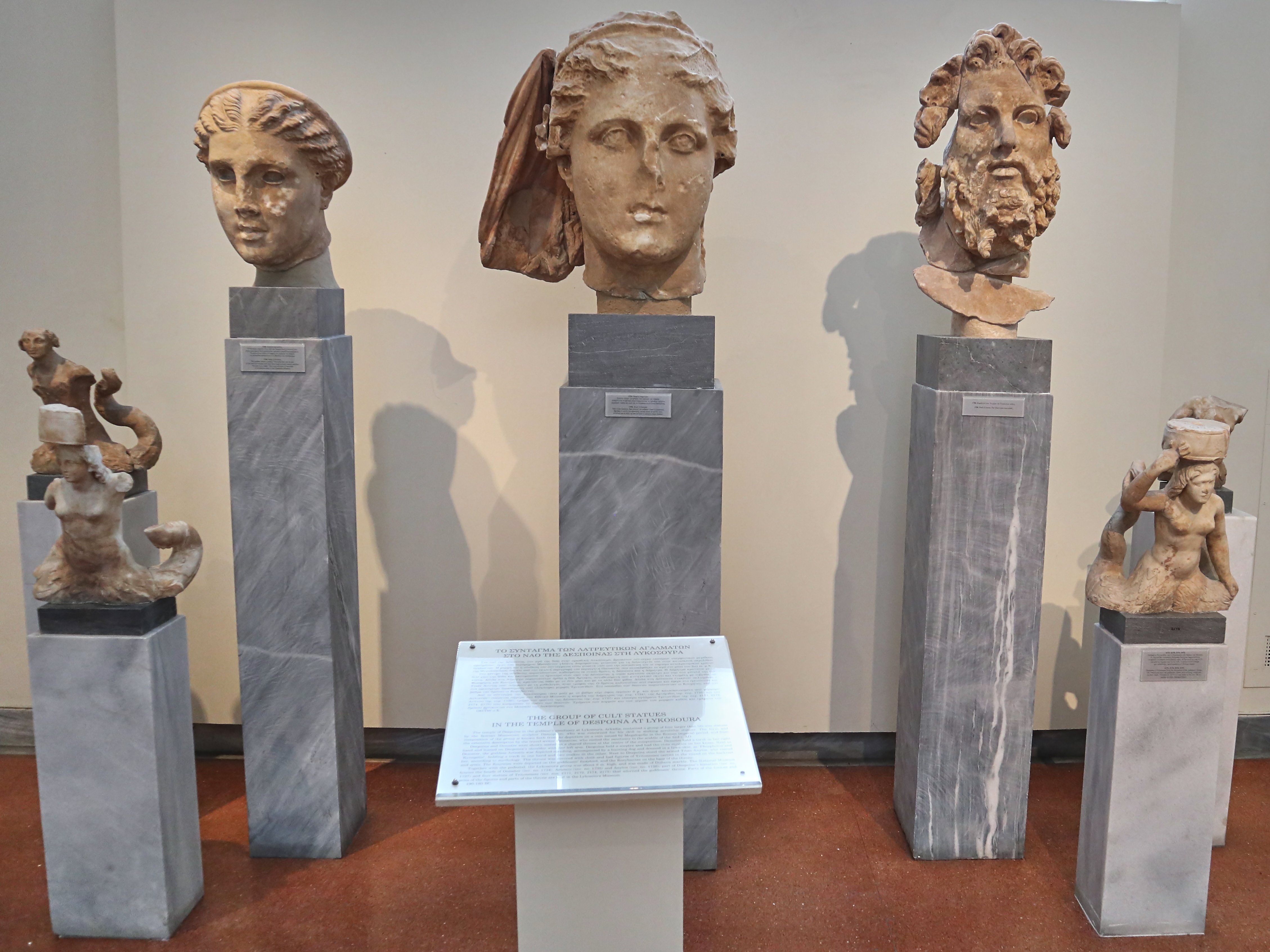
Les estàtues del Temple de Despina en el NAMA (2018)